# Э (буква древнепермского алфавита)
Э (𐍔, коми э, также е) — пятая буква древнепермского алфавита, использовавшегося для записи языка коми и в качестве тайнописи старорусского языка.

## Использование
Буква 𐍔 обозначала звук [e̞], что соответствует кириллической букве Е е в алфавите Молодцова и буквам Е е (после мягких согласных) и Э э (в остальных случаях) в современном алфавите. В Лепехинско-Евгеньевских текстах она обычно используется аналогично русской букве е, обозначая сочетание звуков йе, но при этом в некоторых словах по-прежнему соответствует э; в русских тайнописных текстах всегда соответствует е.
Также использовалась для обозначения числа 5 (иногда в сочетании с титлом, аналогично кириллической системе счисления).

## Название
В списках встречаются варианты названия е и е҆. В. И. Лыткин полагает, что первоначальным названием буквы было э, то есть просто соответствующий букве звук.

## Начертание
Происхождение буквы, предположительно, связано с русской буквой е и, через неё, с греческой буквой ε, или же с пасами.

## Кодировка
Буква была закодирована в блоке Юникода «Древнепермское письмо» (англ. Old Permic) в версии 7.0, вышедшей 16 июня 2014 года, под кодом U+10354.